# バッキンガム大学
バッキンガム大学（英語: University of Buckingham）は、イギリス、イングランド、バッキンガム州バッキンガムにある英国初の私立大学（英国王室の勅許状Royal Charterを受け正式大学認可）。教育の独立、自主独立、学生第一の精神を掲げ、校訓は「Alis Volans Propriis（Flying On Our Own Wings）自らの翼で羽ばたけ」。

## 概要
本キャンパスはバッキンガム公爵の城跡に隣接するハンターストリート・キャンパス（大学本部）とヴァーニーパーク・キャンパス（法学部、心理学部、情報理工学部)の二つあり、英国伝統のたたずまいと教育理念を堅持しつつ、グローバル時代に対応した最先端の講義、研究が行われている。2011年には20年後の創立55周年を目指し、キャンパスの拡充プランを発表。本キャンパスの面積を大幅に拡張、既存の建物をリニューアルするとともに、新たに講堂、学生寮、教育棟、図書館などを整備する。
タイムズ、ガーディアンなどの主要新聞の総合大学ランキングでは、法学、政治学、経営学、英語学、が毎年上位に評価されている。ガーディアン紙の分野別ランキング（2011年度）では法学第24位、経営学第2位、英語学6位にランクされた。タイムズ紙の全英大学ランキング（2012年度）では、全英総合21位、学生満足度指数は1位。Times Good University Guide（2013年度）では、学生満足度指数はオックスフォード大学とケンブリッジ大学と同数で全英1位。ガーディアン紙の総合大学ランキング（2014年度）では全英総合25位となっている。

## 歴史
1976年、University College of Buckinghamとして、教育科学大臣（当時）のマーガレット・サッチャー（後、英国首相、貴族院議員、女男爵、バッキンガム大学総長1993年‐1998年、名誉総長）により開学。マックス・ベロフ卿（歴史家・初代学長）などの英国貴族院議員が開学者に名を連ね、ロスチャイルド家ら、多数の識者が開学を支援。今もヘルシャム寮やベロフ寮などの各学生寮や職員寮、アンソニー・デ・ロスチャイルド・ビルディング（人文学部国際政治経済学科、経営学部等）など多数の識者の名を冠した建物がある。開学以来、オックスブリッジ（オックスフォード大学・ケンブリッジ大学）方式の少人数教育（教員:学生=1:8）を推進。
1983年、女王エリザベス2世より勅許状Royal Charter授与、学位授与機関として認可（校舎除幕式には女王エリザベス2世が臨席）。創立以来、英国王室、英国貴族院と関係が深く、チャールズ3世、エドワード（ケント公・エリザベス2世の従弟）などが度々来学し、リチャード・ルース卿（サッチャー政権の外務担当国務大臣）、サイモン・タンロー卿（貴族院議員）などが歴代学長、総長に就任している。
本学は7学部体制（法学部、経営学部、人文社会科学部、教育学部、心理学部、情報理工学部、医学部）で、開学当初から実業界との結びつきが強く、英国大学の中でも常に最高レベルの就職率を誇り、各国およびグローバル社会の第一線でも活躍する有能な人材を多数送り出している。2009年にはロンドンにキャンパスを開校。
2007年、医学の大学院課程を設置。2014年、テレンス・キーリー学長（現名誉学長、医学博士）の主導で、医学の学部課程を設置し、これまでの大学院課程も併せて、英国初の私立大学医学部Buckingham Medical Schoolが誕生した。

## 概観

バッキンガム大学の沿革
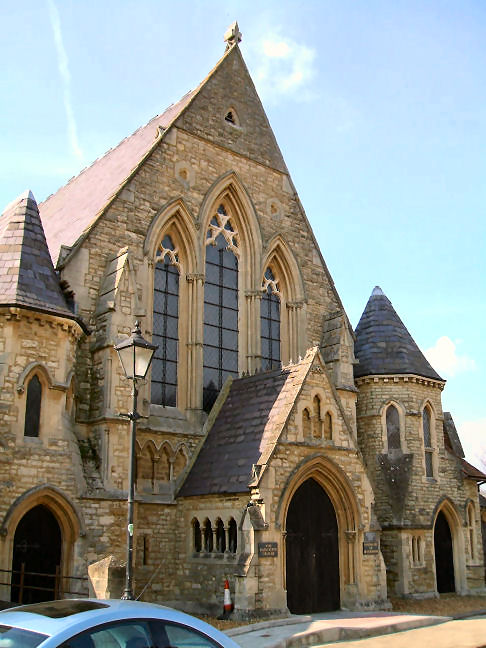
Radcliff Centre
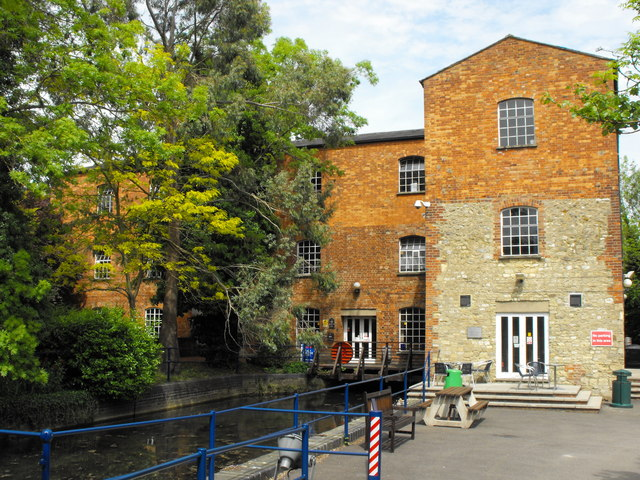
Town Mill
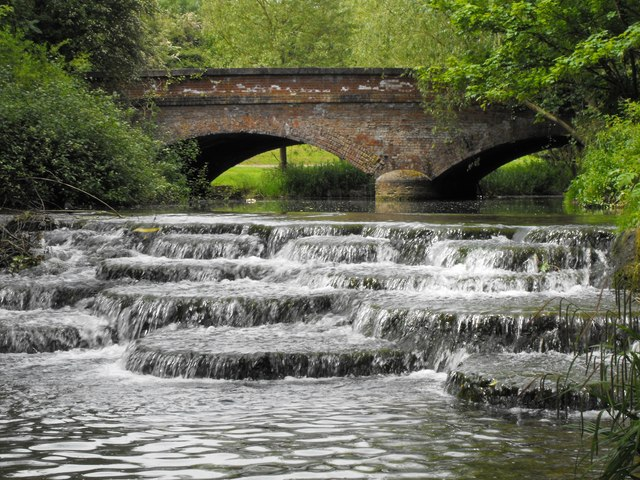
Lords Bridge

## 特色
- 本学の学部課程は基本的に2年制（英国の大学は通常3年制）。夏季・冬季休講を大幅に短縮した1年間4学期制（1学期＝約3カ月）で、2年間で学士の学位を取得する。学部、大学院課程を通して、本学では少人数クラスでのインテンシブな講義と週1回のチュートリアル制度を採用し、木目の細かい授業を行っている。また、理論とともに実践、実学、ケーススタディを重視し、社会に即応できる人材の育成を推進している。教員も、法学部では、多数の著名な現役法曹（法廷弁護士・事務弁護士）。経営学部では、現役の企業家や一流企業の元役員。人文社会科学部英語学科では、英国主要新聞・雑誌の現役ジャーナリスト。人文社会科学部国際政治経済学科と国際政策学修士課程では、国際法学者、グローバル企業シニアエコノミスト、元英国外務省シンクタンク所長。心理学部と情報理工学部には、高度な専門知識を有する実務家を配置。医学部では、米国をはじめ各国から経験豊富な現役医師を配置し、ハイレベルの医師養成を推進。世界約100カ国から留学生が学んでおり、学生寮、勉学、日常生活についてなど各種の学生サポートを設けている。入学時期も毎年1月、7月、9月の3回（※入学時期によって開講されていない講義もあるので、大学ウェブサイトや入学案内で要確認）。卒業式典は毎年1回3月に開催される。また、留学準備コースとして、本科入学を目指す英語ファンデーション・コース、法学・経営学・情報システムなどの専門知識に特化した短期コースを主催する総合教養学科Department of Foundation and Academic Skillsも設置している。
- 同窓会Buckingham University Alumni Associationを会社として設立。全世界各国の同窓会組織をネットワーク化して、親睦を深めている。同窓会誌Independentを会員に定期配信。

## 全英トップの学生満足度（大学ランキング）
- 英国学生満足度調査（National Student Survey）では2006年の初掲載以来、毎年全英1位もしくは2位にランクされている。特に、政治学、英語学、経済学を専攻する学生の満足度は、2013年に100％を記録した。また、タイムズ、ガーディアンなどの主要新聞の総合大学ランキングでは、法学、政治学、経営学、英語学、が毎年上位に評価されている。ガーディアン紙の分野別ランキング（2011年度）では法学第24位、経営学第2位、英語学6位にランクされた。タイムズ紙の全英大学ランキング（2012年度）では、全英総合21位、学生満足度指数は1位。Times Good University Guide（2013年度）では、学生満足度指数はオックスフォード大学とケンブリッジ大学と同数で全英1位。ガーディアン紙の総合大学ランキング（2014年度）では全英総合25位。
- 2016年、政治学（国際学・国際政策）と心理学が全英7位（ガーディアン紙の総合大学ランキング）、また、イングランドとウェールズ地域の大学で最も安全なキャンパスにランクされた（The Complete University Guide）。

## 学生生活
- バッキンガム州はロンドンの西隣に位置する英国でも古い歴史と伝統を持つ州。チャールズ1世の宰相を務めたジョージ・ヴィリアーズ（バッキンガム公）をはじめ、王族以外では最も高位の貴族であった歴代バッキンガム公爵の所領として歴史を育んだ。英国王室のバッキンガム宮殿（ロンドン）は、元々はバッキンガム公爵のロンドンでの私邸であり、後に英国王室の居城となった。大学の位置するバッキンガムは、公爵家の本居城を中心に築かれた城下町であり、今もCastle Streetなど通りの名前に当時の名残を見ることができる。現在は大学を中心とした教育の町、近くには名門私立学校ストー校（バッキンガム公爵の壮麗な別邸を校舎として使用。その広大な庭園は英国ナショナル・トラストの保護を受け一般公開されており、美しい湖と多数の歴史的建造物、モニュメントのコレクションを見ることができる）。バッキンガムから東にバスで20分程度の位置には、英国で最も近代的な都市ミルトンキーンズがあり、大型ショッピングモールや人工スキー場、映画館、レストラン街が広がる。ミルトンキーンズ中央駅から約40分でロンドン（ユーストン駅）に到着する。バッキンガムから西にバスで1時間程度でオックスフォードに到着する。バッキンガム大学生は、授業終了後、また休日に、これらの都市でそれぞれの時間を日帰りで過ごすことができる。
- バッキンガムの町は閑静な田園地帯と18世紀から変わらない英国伝統のレンガ住宅が広がっている（高台からは18世紀のイングランド当時のままの展望を見ることができる）。町の中心タウンセンターには英国の主要四大銀行（ロイズ・バンキング・グループ、バークレイズ、ナットウェスト、HSBC）の支店があり、留学生は大学から身分確認書を発行してもらい授業料納入のための口座をいずれかの銀行に開設することができる。クレジットカードでの支払い、または海外送金でバッキンガム大学の指定口座に授業料を納入することも可能。また、テスコやウエイトローズなどの大手スーパーマーケットチェーン、イタリア料理店からサブウェイなどのファーストフード店、W・H・スミスなどの日用雑貨専門店があり、日用品や食料、文具などを買うことができる。週末や季節ごとに、町の各種祭典が開催されている。

## 学部・学科（BA/LLB/BSc/BEng）
- 法学部（バッキンガム・ロー・スクール）　Buckingham Law School　-　英国法全般　国際法
- 経営学部（バッキンガム・ビジネススクール）　Buckingham Business School　-　経営学　商学　会計学　ファイナンス　マーケティング
- 人文社会科学部 School of Humanities and Social Sciences：
- 人文社会科学部国際政治経済学科 - 国際政治学　比較政治学　マクロ経済学　ミクロ経済学　金融学　歴史学　外交学　安全保障学　サイバーセキュリティ
- 人文社会科学部英語学科 - 英文学　メディア学　コミュニケーション学
- 人文社会科学部近現代言語学科 - 英語　スペイン語　フランス語
- 人文社会科学部美術史・ヘリテイジ学科
- 教育学部 School of Education - 教育学　教育リーダーシップ論
- 心理学部 School of Psychology - 心理学
- 情報理工学部 School of Computing：応用コンピュータ学　情報システム　コンピューティング 画像処理 ロボット工学 ゲーム開発
- 医学部 Buckingham Medical School - 英国初の私立大学医学部

## 大学院修士課程（PGCE/MEd/MA/MSc/LLM/MPhil）
- LLM in International and Commercial Law： ロー・スクール 国際法 国際商法 海事法 人権法 国際医療法
- LLM in International and Commercial Law - International Law Specialist： ロー・スクール国際法専門課程
- LLM in International and Commercial Law - World Trade Specialist： ロー・スクール国際貿易専門課程
- MA in Global Affairs [MAGA]: 国際政策学 - 国際公法　国際貿易法(WTO法)　国際金融学 マクロ経済学　ミクロ経済学　グローバルガバナンスなどを実践形式で学習。国際機関、グローバル企業、各国政府機関、国際金融団体などの組織リーダーを養成
- MA in International Studies and Diplomacy: 国際学/外交学
- MA in Security and Intelligence Studies: 安全保障/情報学（安全保障、防衛、サイバーセキュリティなど）
- MA in Biography：伝記文学
- MA in Decoratie Arts and Historic Interiors：装飾芸術とインテリア史
- MA in Military History：戦史
- MA in TESOL：英語教授法
- MBA：経営学修士
- PGCE (Postgraduate Certificate of Education) : 教育学
- MEd in Educational Leadership : 教育学リーダーシップ
- MSc in Accounting and Finance：金融/会計学
- MSc in Service Management：サービスマネジメント
- MSc in Computing：コンピューティング
- MSc in E-Commerce Technology：電子商取引
- MSc in Social and Economic Transformation：社会経済学
- Clinical MD in General Internal Medicine : 医学

## 大学院博士課程(DPhil）
- 博士号はPhDと略記されることが多いが、本学、オックスフォード大学、サセックス大学などはDPhilと略記している。
- 専攻分野は、法学、国際学（政治学・経済学・歴史学・政策学・金融学等を含む）、経営学、教育学、言語学、理学（情報学を含む）など

## 付属研究機関
- マックス・ベロフ研究所（経済学・社会学シンクタンク） Max Beloff Institute
- 教育・雇用研究センター Centre for Education and Employment Research (CEER)
- グローバル・スタディーズ研究センター（国際政治経済研究機関） Centre for Global Studies
- 安全保障・情報研究センター Buckingham University Centre for Security and Intelligence Studies (BUCSIS)
- 多文化研究センター　Centre for Multi-Cultural Studies
- 理学研究所 Clore Laboratory（トランスナショナル医学研究所Transnational Institute of Medicineを併設）
- 宇宙生物学研究センター Buckingham Centre for Astrobiology (BCAB)
- 自動車マネジメント研究センター Centre for Automotive Management (CAM)
- 人文学研究所 Humanities Research Institute
- 精分エネルギー研究センター University of Buckingham Centre for Extrative Energy Studies (UBCEES)
- デニング法律ジャーナル Denning Law Journal - 英国を代表する裁判官デニング卿の名を冠した学術誌の発刊を通した法学研究
- ディケンズ・ジャーナル・オンライン Dickens Journal Online - 作家チャールズ・ディケンズ（代表作「二都物語」等）の名を冠した文学研究誌の発刊を通した学術研究

## 主な関係者・卒業生
- マーガレット・サッチャー：　名誉総長。元総長、英国首相、教育科学大臣（英語版）、貴族院議員、女男爵、庶民院（下院）議員。
- マックス・ベロフ：　初代学長。歴史家、王立アカデミー会員、英国貴族院議員・男爵。
- リチャード・ルース：　元学長。英国貴族院議員・男爵。元外務担当国務大臣（英語版）（マーガレット・サッチャー内閣）。
- サイモン・タンロー：　元総長。英国貴族院議員・男爵。
- テレンス・キーリー：　名誉学長。元学長（2001年‐2014年）、医学博士。
- テッサ・ケズウィック：　元総長。英国Centre for Policy Studies（サッチャー元首相が創立）副議長（元所長）。元英国大蔵省、教育省、保健省政策顧問。
- サー・アンソニー・セルドン：　元学長。政治史学者（LSE博士）、私立学校ブライトン校およびウェリングトン校校長。
- マリー・アーチャー：　総長。科学者（専門：太陽子発電および持続可能なエネルギー供給）、ケンブリッジ大学病院NHS財団会長などを歴任。夫は作家で英国貴族議員のジェフリー・アーチャー。
- ジェームズ・トゥーリー：　学長。教育学者（専門：貧困地域および貧困層における教育）。
- ランドルフ・チャーチル：　経営学部会計学専攻卒業。会社役員、英国公認会計士、チャーチル・センター理事。ウィンストン・チャーチル元英国首相の曾孫。
- 上島一泰：　経済学部卒業。元ウエシマコーヒーフーズ代表取締役社長、日本青年会議所会頭、日本政府教育改革国民会議委員。
- 千宗左：　大学院修士課程修了。茶道表千家第15代家元。
- ブランドン・ルイス：　経済学部卒業、法学部卒業。英国大法官兼司法大臣、英国庶民院（下院）議員、法廷弁護士。
- マーク・ランカスター：　経営学部卒業。英国庶民院（下院）議員。
- マハムドゥ・バウミア：　経済学部卒業。ガーナ共和国副大統領。
- 飛澤一弘：　人文学部卒業、大学院国際政策学修士課程修了、ロー・スクール法学修士課程修了、大学院国際学博士課程修了。学長補佐、マーガレット・サッチャー財団理事長、名誉上席研究員。
- クリストファー・デ・ラプエンテ：　経済学部卒業。セフォラ（フランス化粧品メーカー）グローバル・プレジデント・CEO。
- プラビンド・ジュグノート：　法学部卒業。モーリシャス共和国国民議会議員、元副首相。
- オラグンソエ・オインロラ：　法学部卒業。元ナイジェリア共和国オスン州知事。
- トゥン・ムハンマド・ハニフ・ビン・オマル：　法学部卒業。ゲンティン・グループ副会長。元マレーシア国家警察庁長官。
- ズザンネ・クラッテン：　ドイツの実業家、BMW監査役等。
- ガイ・オッパーマン：　法学部卒業。英国庶民院（下院）議員。
- マイケル・エリス：　法学部卒業。英国法務長官、英国庶民院（下院）議員。
- フレッド・ミッチェル：　人文学部英語学科卒業、法学部卒業、大学院行政学修士課程修了。バハマ国外務大臣。
- バッター・ベン・ハシー：　経営学部卒業。脚本家、映画監督。2005年、作品映画「A New Day in Old Sana's」が、カンヌ国際映画祭出品、カイロ国際映画祭で最優秀アラブ映画作品賞を受賞。